# 1408
1408 (MCDVIII) a fost un an bisect al calendarului iulian, care a început într-o zi de duminică.

## Evenimente
- 6 octombrie: Privilegiu comercial acordat negustorilor lioveni de către Alexandru cel Bun (atunci a fost menționat pentru prima oară orașele Iași, Cernăuți, Dorohoi și Tighina).

## Nașteri
- dată necunoscută: David al II-lea al Trapezuntului  (d. 1463)
- dată necunoscută: Ioan Viteaz de Sredna episcop de Oradea, arhiepiscop de Esztergom (d. 1472)

## Decese
- 8 martie: Beatrice a Portugaliei, 35 ani (n. 1372)

### Nedatate
- octombrie: John Gower, 78 ani, poet englez (n. 1330)